# کوئیچی ماشیمو
کوئیچی ماشیمو (انگلیسی: Kōichi Mashimo؛ زادهٔ ۲۱ ژوئن ۱۹۵۲) کارگردان فیلم، و فیلم‌نامه‌نویس اهل ژاپن است. وی بین سال‌های ۱۹۷۵ تا ۲۰۱۲ میلادی فعالیت می‌کرد.